# Rossz vér (film, 2014)
A Rossz vér (eredeti cím: Wicked Blood) 2014-ben bemutatott amerikai akcióthriller, melyet Mark Young írt és rendezett. A főbb szerepekben Abigail Breslin, Alexa Vega és Sean Bean látható.
A filmet 2014. március 4-én mutatták be az Amerikai Egyesült Államokban.

## Cselekmény
Hannah Lee Baker éles eszű tizenéves lány, nővérével, Amberrel és drogfüggő nagybátyjukkal, Donnyval az Egyesült Államok déli részén él. Másik nagybátyjuk, a könyörtelen drogbáró Frank Stinson és öccse, a bomlott elméjű Bobby rettegésben tartja a családot. A sakkrajongó Hannah ravasz tervet eszel ki az alvilági szereplők, köztük Frank egymásnak ugrasztására, hogy családjával együtt örökre maga mögött hagyhassa a drogok és a bűnöző bandák erőszakos világát.

## Szereplők
| Színész         | Szerep           | Magyar hang            |
| --------------- | ---------------- | ---------------------- |
| Abigail Breslin | Hannah Lee Baker | Kántor Kitty           |
| Alexa Vega      | Amber            | Bogdányi Titanilla     |
| Sean Bean       | Frank Stinson    | Sinkovits-Vitay András |
| James Purefoy   | Bill Owens       | Kőszegi Ákos           |
| Jake Busey      | Bobby Stinson    | Király Attila          |
| Lew Temple      | Donny Baker      | Megyeri János          |

## Fordítás
- Ez a szócikk részben vagy egészben  a   Wicked Blood című angol Wikipédia-szócikk fordításán alapul.  Az eredeti cikk szerkesztőit annak laptörténete sorolja fel. Ez a jelzés csupán a megfogalmazás eredetét és a szerzői jogokat jelzi, nem szolgál a cikkben szereplő információk forrásmegjelöléseként.